# 章柏青
章柏青（1943年—），男，浙江萧山人，中国电影评论家，曾任中国艺术研究院影视艺术研究所所长，中国电影评论学会会长、名誉会长。